# IC 498
IC 498 ist eine Spiralgalaxie vom Hubble-Typ SABb? im Sternbild Canis Minor südlich der Ekliptik. Sie ist schätzungsweise 447 Millionen Lichtjahre von der Milchstraße entfernt und hat einen Durchmesser von etwa 120.000 Lichtjahren.

Im selben Himmelsareal befindet sich u. a. die Galaxie IC 2231.
Das Objekt wurde am 11. November 1888 vom österreichischen Astronomen Rudolf Ferdinand Spitaler entdeckt.